# Podhradszky János
Podhradszky János (Tordas, 1914. július 31. – Budapest, 1968. december 22.) fitopatológus, a mezőgazdasági tudományok kandidátusa (1957).

## Életpályája
Tordason született 1914. július 31-én. 1938-ban szerzett természetrajz–földrajz szakos tanári oklevelet a Magyar Királyi Pázmány Péter Tudományegyetemen, Budapesten. 1938-tól Husz Béla mellett a Kertészeti Tanintézet Növénykórtani Tanszékén dolgozott. 1940-ben a Növényegészségügyi Intézetbe került; közben a kecskeméti növényegészségügyi körzet vezetője, 1944–1947-ben katona, majd hadifogoly volt. 1947-től haláláig a Növényvédelmi Kutató Intézetben (illetve elődjében) tudományos főmunkatárs, a Növénykórtani osztály helyettes vezetője.

## Munkássága
Előadott a Gödöllői, majd a Keszthelyi Agrártudományi Egyetemen, illetve a MÉM Mezőgazdasági Mérnök-továbbképző Intézetben. Fő kutatási területei a növénykórtan és növényvédelem.
Foglalkozott a gabonafélék, rizs, kukorica, napraforgó, kertészeti növények, a paprika betegségeivel, a palántavésszel, egyes gyümölcsök, valamint dísznövények betegségeivel, kórokozóival és az ellenük való védekezéssel. Kidolgozta a rizs "bruzóne" (barna levélfoltosság) megbetegedés egyik kórokozója (Pyricularia oryzae) elleni védekezést. Kifejlesztette a mák- és a napraforgó-peronoszpóra és számos zöldségféle gombabetegségei elleni hatásos védekezés technológiáját.
Több mint 120 tudományos dolgozata jelent meg.

Búza kőüszögös kalászok és spórák összehasonlítása - A: egészséges kalász; B: "borzolt", fertőzött kalász; C: egészséges szem; D: üszögpuffancs; E: Tilletia caries; F: T. laevis; G: T. caries x T. laevis hibrid (?) sensu Vánky

A búzakőüszög és törpekőüszög c. könyve (1962) ezen betegségekről az első hazai, gondos, összefoglaló munka. A Tillaetia caries üszögspórái bemélyedő felszínűek (caries lat.: /fog/szuvasodás); a T. laevis felszíne sima; a búza - törpülés tünetével is együttjáró - kőüszög betegségét (búza törpe kőüszög, angolul: wheat dwarf bunt) pedig a Tilletia contraversa J.G. Kühn (1874) in Rabenhorst Hedwigia 13: 188 (1874) No. 1896 gomba (ugyancsak bemélyedő spórájú) faj okozza. A "contraversia" vagy másként "controversia"  (latin) mindkettő ellenvetést, tiltakozást jelent, azaz a búza nem hajlandó a megszokott hosszúságú szalmát képezni a beteg kalászaihoz: a fertőzött hajtások kb. 1/3 magasságúak az egészségeshez képest, és a szemek helyén üszögpuffancsok keletkeznek (maghéjjal körülvett fekete üszögspóra-tömeg, angolul: smut balls).
A törpe kőüszög név helyes használata már a faj leírását követő időkben gondot jelentett; Julius Kühn ortográfiai hibának tartotta a saját eredeti „contraversa”-ját, a későbbiekben a „controversa”-ra módosított formát használta. A külföldi szakmai névhasználatban ez a „Tilletia controversa” változat honosodott meg. A hazai szakirodalomban azonban Podhradszky (1962) a könyvében következetesen a "T. contraversa" formulát követi, bár lábjegyzetben megemlíti, hogy a „nomenklatúrailag helyes T. controversa forma széles körűen használt". Feltehetően ennek nyomán honosodott meg a hazai szak- és tankönyvekben, egyetemi jegyzetekben (néhány kivételtől eltekintve) a „T. contraversa”  név használata. „A klasszikus latin nyelvben mind a controversus, mind a contraversus melléknév használatos volt” , eképpen cáfolva azt, hogy helyesírási korrekcióra lett volna szükség, azaz a "jót" nem kellett volna ("még jobbra"?) változtatni!  A CABI Compendium iránymutatása a "javasolt tudományos névként" a korrigált "Tilletia controversa J. G. Kühn" mellett foglal állást. Említést tesz azonban arról, hogy  Mathre és munkatársai (1990) egy áttekintő cikkükben úgy vélekednek, hogy a három kőüszög faj: a T. controversa, a T. caries és a T. foetida egyetlen fajnak a változatai. Ez utóbbit látszanak alátámasztani azok a 2019-es molekuláris adatok is, melyek egy csoportba tartozónak találták ezen három búza kőüszög fajt, az üszögspóra felületi mintázottságától függetlenül!

## Főbb munkái
- Növényvédelem gyakorlati kézikönyve (társszerző, Budapest, 1951)
- Növénykórtan (Budapest, 1953)
- Búzakőüszög és törpeüszög (Budapest, 1962)
- Növénytermesztés kézikönyve (társszerző, Budapest, 1970)